# 요한 빌헬름 리터

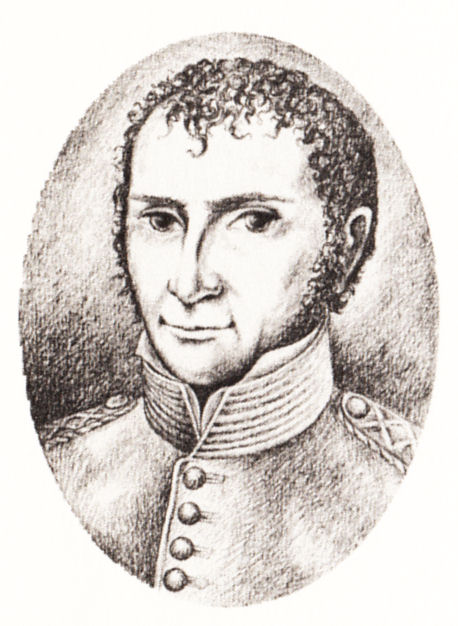

요한 빌헬름 리터(Johann Wilhelm Ritter, 1776년 12월 23일 ~ 1810년 1월 23일)는 독일의 의사이자 화학자이다. 1800년 물의 전기 분해에 의해 산소와 수소 가스를 분리하였다. 또 황산구리 용액을 전기 분해하여 구리의 침전을 얻는 데 성공하였다. 1801년 태양의 스펙트럼 중 자외선의 강한 화학 작용을 발견하였다. 그 밖에도 전기의 분극 작용을 연구하여, 전지를 만드는 데 선구자적인 역할을 하였다.